# Johannes Brunonis
Johannes Brunonis  (mitunter auch Johann Brunonis; † zwischen 1406 und 1409) war ein römisch-katholischer Geistlicher. Er war Kanzler von König Wenzel und von 1386 bis 1394 als Johannes III. Bischof von Cammin in Pommern.
Johannes Brunonis stammte wohl aus einer Breslauer Patrizierfamilie. Er wurde Propst in Lebus und Kanzler des böhmischen und römisch-deutschen Königs Wenzel.
Nachdem der bisherige Bischof von Cammin, Johannes II. Wilcken,  Anfang 1386 noch vor seiner Bischofsweihe gestorben war, ernannte Papst Urban VI. Johannes Brunonis zum neuen Bischof. Vermutlich hatte König Wenzel sich beim Papst für seinen Kanzler eingesetzt. König Wenzel verlieh Johannes Brunonis am 7. Juni 1386 das Bistum Cammin als Reichslehen.
In Pommern hatte das Camminer Domkapitel aber bereits Bogislaw VIII., einen Herzog aus dem pommerschen Greifenhaus und Domherrn des Camminer Domkapitels, zum neuen Bischof gewählt. Bogislaw VIII. beugte sich zwar der Entscheidung des Papstes, so dass er nicht Bischof wurde. Doch schloss das Camminer Domkapitel mit den Brüdern von Bogislaw VIII., den Herzögen Wartislaw VII. und Barnim V., im Jahre 1387 eine Vereinbarung, wonach Bogislaw VIII. als Administrator die Verwaltung des Stiftsgebiets übernahm. Ferner erhielt Bogislaw VIII. das Recht, verpfändete Stiftsgüter einzulösen und so lange zu behalten, bis er durch den Bischof entschädigt würde. Nach diesen Regelungen nahm Bogislaw VIII. unter anderem Massow, Pollnow, Arnhausen und Gülzow in Besitz.
Johannes Brunonis fehlte wegen der durch Bogislaw VIII. ausgeübten Administration die Grundlage für seine Herrschaft als Bischof. Er hielt sich daher nur kurz in seinem Bistum auf und amtierte weiterhin in Prag als Kanzler von König Wenzel. Als Generalvikare waren für ihn im Bistum Cammin von 1387 bis 1388 Borko, Archidiakon von Stolp, und von 1389 bis 1394 Philipp von Helpte, Dompropst des Camminer Domkapitels, tätig.
Johannes Brunonis verzichtete 1394 auf sein Bischofsamt. Der Papst versetzte daraufhin Johann von Oppeln aus dem Bistum Gnesen, wo dieser sich nicht hatte durchsetzen können, als neuen Bischof nach Cammin. Der Altbischof Johannes Brunonis starb zwischen 1406 und 1409.